# Megalocystidium luteocystidiatum
Megalocystidium luteocystidiatum är en svampart som först beskrevs av P.H.B. Talbot, och fick sitt nu gällande namn av Sheng H. Wu 1996. Megalocystidium luteocystidiatum ingår i släktet Megalocystidium och familjen Stereaceae.   Inga underarter finns listade i Catalogue of Life.